# M21 SWS
El M21 Sniper Weapon System (oficialmente Fusil, 7,62 mm, DMR, M21) es un fusil de tirador designado (DMR) derivado del popular fusil M14 estadounidense. Dispara cartuchos 7,62 x 51 OTAN.

## Características
El M21 es una adaptación del popular M14, que fue utilizado en la Guerra de Vietnam. Fue denominado XM21 aunque posteriormente fue llamado M21. El M21 se mantuvo como fusil de francotirador oficial del Ejército hasta 1988, cuando fue sustituido por el fusil de cerrojo  M24 SWS (Sniper Weapon System). El M21 aún permanece en servicio y ha sido testigo de una amplia lucha en Irak y Afganistán.
El peso de este fusil es de 5,27 kg, con una longitud de 1,18 metros, de los cuales 560 mm corresponden al cañón. Dispara cartuchos calibre 7,62 x 51 OTAN y tiene un cerrojo rotativo accionado por los gases del disparo. Puede emplear cargadores de 5, 10 y 20 cartuchos. La bala viaja a unos 853 m/s, con un alcance efectivo de 690 m .

## Enlaces externos

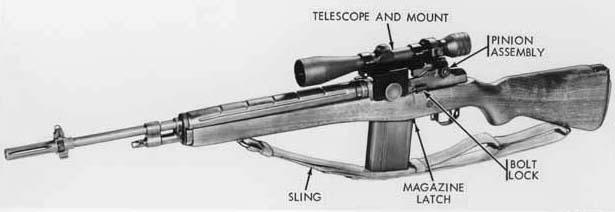